# Мэнсфилд, Арабелла
Арабелла Мэнсфилд (урождённая Белла Аурелия Бабб (англ. Arabella Mansfield); род. 23 мая 1846, Берлингтон (Айова), США — 1 августа 1911) — первая женщина-юрист в США, допущенная к юридической практике в США в штате Айова в 1869 г.

## Биография
Белла Аурелия Бабб поступила на учёбу в Уэслианский колледж в Маунт Плезант (штат Айова). Тогда же изменила своё имя на Арабеллу. После его окончания, продолжила учёбу в Уэслианском университет в Айове (Iowa Wesleyan University).
В 1866 г. начала работать преподавателем английского языка и истории, а также политических наук в колледже Симпсона (Simpson College) в Индианоле.
В 1868 г. вышла замуж за Джона Мелвина Мэнсфилда, профессора английского языка и истории Уэслианского университета в Айове. Муж порекомендовал Арабелле заняться изучением права. Она изучала юриспруденцию и проходила необходимую практику в адвокатской конторе своего брата до 1869 г.
В 1869 г., несмотря на действовавший тогда закон, ограничивающий претендентов на занятие юриспруденцией лишь белыми мужчинами старше 21 года, ей было разрешено сдать экзамен, который Арабелла Мэнсфилд сдала успешно. Вскоре после того, как Мэнсфилд сдала экзамены и стала, таким образом, первой женщиной-юристом в США , штат Айова внес поправки в свои законы и был первым штатом США, который позволял женщинам и меньшинствам заниматься юридической практикой.
А.Мэнсфилд была приведена к присяге и принята в коллегию адвокатов. По архивным данным, создав прецедент, она никогда не занималась юридической практикой, сосредоточившись на преподавательской деятельности. В последующем, преподавала в Уэслианском университет в Айове, стала деканом Школы искусств в 1893 г. и возглавила факультет музыкальной школы (1894 г.).
В 1893 году она стала членом Национальной Лиги женщин-юристов. Принимала активное участие в движении за предоставление женщинам избирательного права.
В 1980 году имя Арабеллы Мэнсфилд было внесено в Женский Зал славы штата Айова. В 2002 году была учреждена премия имени Арабеллы Мэнсфилд для награждения выдающихся женщин-юристов штата Айова.